# Лєвокумський район
Лєвокумський район (рос. Левокумский район) — адміністративна одиниця Ставропольського краю Російської Федерації.
Адміністративний центр — село Лєвокумське.

## Адміністративний поділ
До складу району входять 11 сільських поселень:
1. Бургун-Маджарська сільрада — селище Кумська Долина, село Бургун-Маджари, селище Малосадовий, селище Правокумський
2. Величаєвська сільрада — село Величаєвське, селище Камишитовий, хутір Кочубей, хутір Терміта
3. Владіміровська сільрада — село Владіміровка, селище Степной
4. Заринська сільрада — селище Заря, хутір Первомайський
5. Село Лєвокумське
6. Ніколо-Александровська сільрада — село Ніколо-Александровське, селище Ленінський
7. Селище Новокумський
8. Село Правокумське
9. Село Приозерське
10. Турксадська сільрада — село Турксад, хутір Арбалі
11. Село Урожайне